# ESIM
Pour l’article homonyme, voir École supérieure d'ingénieurs de Marseille pour l'ESIM.

Le logo eSIM, tel que proposé par la GSM Association.

L’eSIM est un nom commercial qui recouvre plusieurs notions liées à la téléphonie mobile.
eSim est l'abréviation de embedded SIM, (en français SIM intégrée ou SIM embarquée ; SIM signifiant « Subscriber Identity Module » ou « Module d'identité de l'abonné »).
eSim peut désigner une ou plusieurs de ces notions :
- la forme de la carte SIM : il s'agit alors du format MFF2 (« M2M Form Factor 2 », M2M signifiant « Machine to Machine ») ;
- l’architecture de la carte SIM : il s'agit alors de eUICC (Embedded Universal Integrated Circuit Card).

Le format MFF2 est une évolution de la carte SIM pour les téléphones mobiles et les objets connectés, et le successeur du format MFF1. Il s'agit d'un composant qui peut être soudé sur un circuit imprimé. Bien que ce format soit à l'origine destiné à des communications de machine à machine, il est maintenant (années 2020) utilisé dans plusieurs modèles de téléphone grand public.
L'architecture eUICC permet de provisionner la carte SIM à distance, à travers le réseau mobile. Afin de pouvoir basculer d'un opérateur à un autre, les eUICC peuvent télécharger et stocker plusieurs profils de différents opérateurs, et en changer sans intervention de l'utilisateur ou du système dans lequel le composant est installé.

## Concept

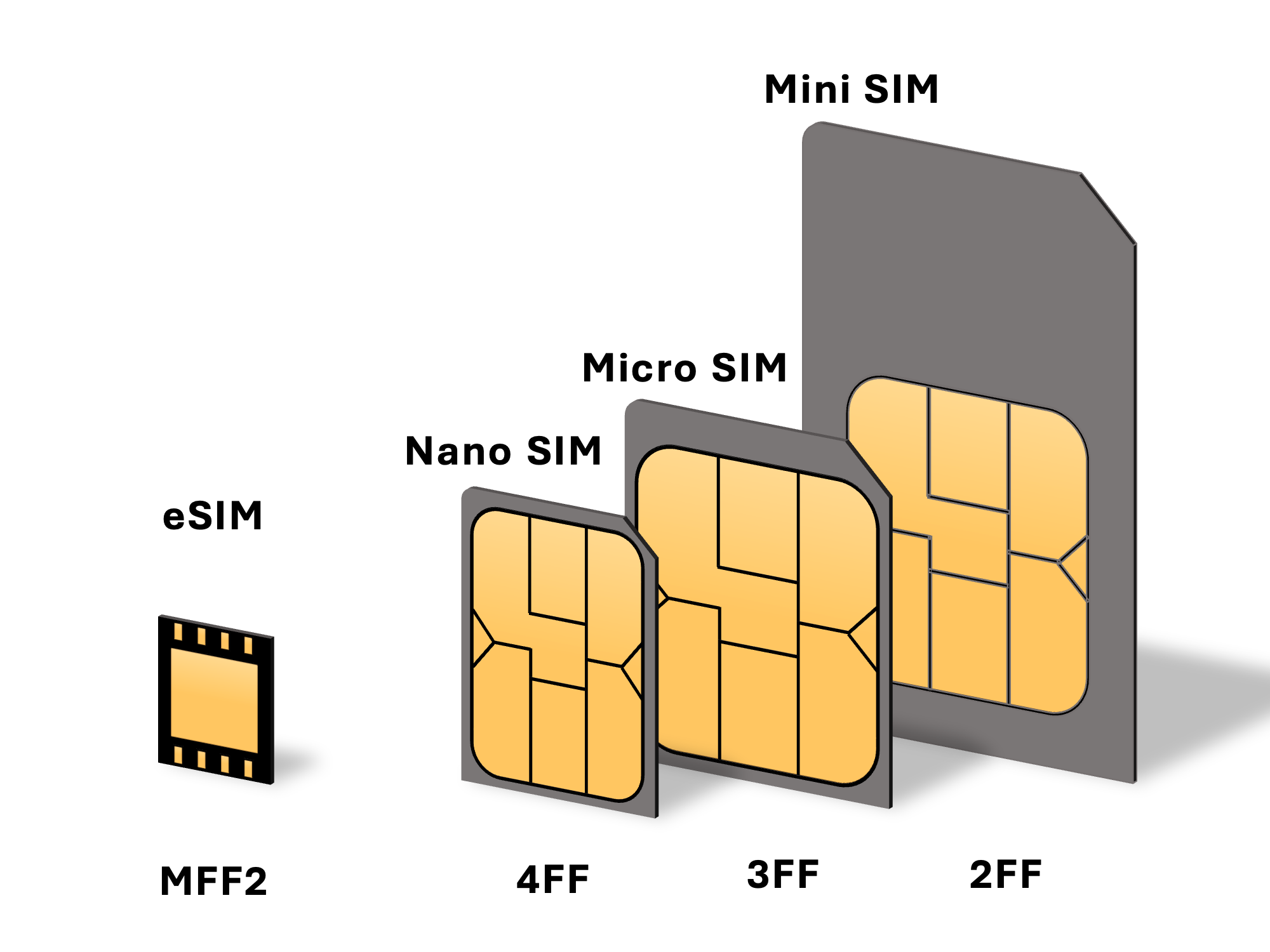
Évolution de la taille des cartes SIM. Une eSIM n'est pas amovible.

Une carte SIM traditionnelle est composée d'un circuit intégré situé sur une carte de circuit intégré universelle (UICC), généralement fabriquée en PVC[Lequel ?], qui est insérée manuellement dans un appareil.
En revanche, une eSIM est un profil de carte SIM virtualisée, installé dans une puce ou sur une carte eUICC (en).
La carte ou puce eUICC utilisée utilise la même interface électrique qu'une SIM physique, telle que définie dans la norme ISO/CEI 7816 (en).
Une fois qu'un profil d'opérateur est installé sur une eUICC, il fonctionne de la même manière qu'une UICC (carte SIM classique), c'est-à-dire avec un identifiant unique (ICCID (fi)) et une clé d'authentification au réseau générée par l'opérateur.
Une première version de la norme eSIM est sortie en mars 2016, puis une deuxième version de la spécification est publiée en novembre 2016. À l'occasion du Mobile World Congress 2017, Qualcomm présente[réf. non conforme] une solution technique, avec démonstration en direct, embarquant directement au sein de son processeur Snapdragon le matériel (le Secure processor et toutes les unités mémoires et de calculs associées) et le logiciel (les applications Java sécurisées) pour émuler la carte SIM au sein du téléphone via le processeur Snapdragon, donc sans carte SIM physique. La Samsung Gear S2 est la première montre à embarquer une eSIM.

## Intérêts techniques et économiques
Dans le cas d'un téléphone mobile, qui n'est pas forcément la première utilisation de l'eSIM, les avantages de l'eSIM sont les suivants : 
- simplification de conception. Les constructeurs de téléphone mobile, en éliminant la carte SIM physique, libèrent l'espace permettant de connecter physiquement la carte SIM au téléphone ;
- les opérateurs de téléphonie mobile n'auront plus à envoyer une carte SIM physique au client (avec les données enregistrées sur la carte SIM), car ils pourront directement téléverser les informations dans la puce embarquée du téléphone ;
- facilitation de la portabilité pour les clients, n'ayant plus à remplacer la carte SIM physique en cas de changement d'opérateur, la transition se fera instantanément, simplement par la mise à jour des données enregistrée dans la puce par téléchargement OTA ;
- il n'y a pas, techniquement, d'impossibilité pour que la puce soit multi-opérateur, autrement dit le téléphone peut devenir « multi-SIM » et « multi-opérateur » si les constructeurs le décident[5].

D'après les fabricants,, l'eSIM pourrait permettre un parcours client totalement dématérialisé. En effet, il fallait auparavant, après s'être abonné à une offre mobile, se procurer une carte SIM contenant toutes les informations du profil client, pour ensuite l’insérer dans son terminal. L’eSIM permet de s'affranchir de cette étape, on achète un terminal équipé d'une eSIM, et on y télécharge ensuite les données de l'opérateur.
En plus de pouvoir télécharger les données client à distance, un autre avantage est de pouvoir multiplier les objets connectés rattachés à une même offre mobile avec un numéro de téléphone unique. Pour le moment, il s'agit essentiellement de montres connectées, mais la gamme de produits pourra s'élargir aux tablettes et aux voitures. En 2019, PSA a annoncé ainsi son intention d'équiper ses véhicules connectés d'eSIM.

## Fournisseurs d'eSIM
Même si certaines entreprises anticipaient ces changements, le développement rapide de cette technologie a poussé de nombreuses autres sociétés à un point où elles ont dû s'adapter rapidement et lancer leur propre eSIM, voire transformer complètement leurs équivalents physiques. Des entreprises telles qu'Orange, Vodafone et d'autres proposent désormais leur propre eSIM sur leurs boutiques en ligne.

## Support par les constructeurs et opérateurs
Pour que l'eSIM soit disponible pour le consommateur final, il faut trois facteurs : 
- un module matériel et logiciel intégré dans le téléphone par le fabricant ;
- un opérateur mobile qui commercialise un service compatible avec l'eSIM ;
- une validation de ce téléphone par cet opérateur.

Autrement dit, il faut que chaque téléphone soit validé par chaque opérateur.
Par exemple, en 2018, l'eSIM du Pixel 3 de Google est autorisé en Allemagne, en Angleterre où aux États-Unis, mais pas encore en France en janvier 2020.
En 2017, plus de 60 constructeurs, opérateurs et intervenants soutiennent l'initiative, dont des acteurs majeurs du secteur, en France (Bouygues Telecom, SFR, Idemia, Gemalto, STMicroelectronics, etc.) comme à l'international (Intel, China Telecom, NTT DoCoMo, Samsung Electronics, Ericsson, etc.).
Apple, de son côté, ne faisait pas partie des constructeurs ayant soutenu officiellement la eSIM à sa sortie en 2017. Cependant, en septembre 2018, les iPhone XS, iPhone XS Max et iPhone XR embarquent une eSIM pour permettre d'avoir une double SIM (une carte SIM physique + eSIM).
Pour en bénéficier, on doit disposer d'un smartphone récent qui embarque cette technologie. Voici par exemple les modèles les plus connus en 2021 :
- Fairphone 4
- iPhone 14 Pro Max
- iPhone 14 Pro
- iPhone 14 Plus
- iPhone 14
- iPhone 13 Pro Max
- iPhone 13 Pro
- iPhone 13 mini
- iPhone 13
- iPhone 12 Pro Max
- iPhone 12 Pro
- iPhone 12 mini
- iPhone 12
- iPhone 11 Pro Max
- iPhone 11 Pro
- iPhone 11
- iPhone XS
- iPhone XS Max
- iPhone XR
- iPhone SE2 (2020)
- iPhone SE3 (2022)
- iPad Pro 11″ (1re génération ou ultérieure)
- iPad Pro 12,9″ (3e génération ou ultérieure)
- iPad Air (3e et 4e génération)
- iPad (7e, 8e et 9e génération)
- iPad mini (5e et 6e génération)
- Google Pixel 5, 4, 4a, 4 XL, 3, 3 XL, 3a, 3a XL
- Huawei P40, P40 Pro, Mate 40 Pro
- Motorola Razr
- Oppo X3 Pro
- Oppo Reno 5 A
- Razr 5G
- Rakuten Mini
- Samsung Galaxy Fold
- Samsung Galaxy Note 20, Note 20 Ultra
- Samsung Galaxy S21 5G, S21 + 5G, S21 Ultra 5G
- Samsung Galaxy S20, S20+, S20 Ultra
- Samsung Galaxy Z Fold 2, Z Flip, Z Fold 3 5G, Z Flip 3 5G Fold
- Sony Xperia 10 III Lite
- Surface Microsoft Pro X

### En France
L'intégration effective par les opérateurs français dans leurs offres progresse depuis 2020.
Après avoir initialement réservé la fonction eSIM aux objets connectés comme les montres (Apple watch et Samsung Galaxy watch), mais n'autorisant que la carte SIM conventionnelle pour les smartphones, Orange lève cette restriction dès 2019 (uniquement pour les clients, avec une ligne initialement ouverte avec une SIM classique).
En janvier 2020, SFR accepte lui aussi les eSIM des téléphones (avec les mêmes restrictions, réservées aux clients déjà connectés).
Bouygues Telecom propose cette fonctionnalité depuis le 22 juin 2020.
Chez les trois opérateurs, la liste des téléphones est assez restreinte, ce sont les derniers iPhone compatibles, et quelques téléphones Android. En effet, d'une part, peu de smartphones embarquent la technologie eSIM, et d'autre part, ils doivent être validés officiellement par les opérateurs.
Au-delà des quatre opérateurs de réseau mobile, les opérateurs de réseau mobile virtuel (MVNO) pourront proposer des offres eSIM, à l'instar de Transatel[réf. nécessaire].
En décembre 2020, Free Mobile propose l'eSIM uniquement accessible pour les nouveaux abonnés. Fin 2022, l'opérateur rend accessible l'eSIM à tous les abonnés avec une procédure complexe, avant d'assouplir les démarches en janvier 2023.
Depuis décembre 2022, Prixtel propose également l'eSIM pour ses nouveaux abonnés. Ce qui fait de Prixtel le premier MVNO à proposer cette technologie à ses abonnés.

### Ailleurs dans le monde
Pays où des opérateurs proposent des offres supportant l'eSIM :
- Amérique du Nord : Canada (Bell, Fido, Freedom, Koodo, Lucky Mobile (en), Rogers, Telus, Virgin), États-Unis (AT&T, T-Mobile, 1GLOBAL, Ubigi, Verizon Wireless) ;
- Europe : Allemagne, Autriche, Belgique, Croatie, Danemark, Espagne, Estonie, Finlande, France, Grèce, Hongrie, Italie, Lettonie, Luxembourg, Norvège, Pays-Bas, Pologne, République tchèque, Roumanie, Ukraine, Royaume-Uni, Slovaquie, Suède, Suisse ;
- Afrique du nord : Tunisie (Orange Tunisie et Ooredoo Tunisie), Maroc (Maroc Telecom, Inwi et Orange Maroc) ;
- Asie : Hong-Kong, Inde, Malaisie, Philippines, Singapour, Taïwan, Thaïlande, Viêt Nam.

Des opérateurs virtuels (MVNO) proposent des services sur toute la planète ou presque (dans la limite de la disponibilité de réseaux mobiles, et des accords), ou dans certaines parties du globe : Saily, Jetpac, AloSIM, Nomad, GigSky (en),, MTX Connect,, Redtea Mobile (100 pays), Soracom Mobile (42 pays), 1GLOBAL (190 pays), Zetexa eSIM, Ubigi, MaalTalk, UPeSIM (anciennement MySIM).

## eSIM pour les Voyages
En réponse au désir d'éviter les frais d'itinérance, l'eSIM apparaît comme la solution logique dans un monde hyperconnecté. Depuis son lancement, plusieurs grandes entreprises technologiques et startups telles que Always Mobile, Holafly, Ubigi, holidayeSim, 1GLOBAL, UPeSIM et d'autres ont commencé à proposer leur service eSIM pour diverses destinations. 
Au-delà de ses avantages techniques, l’eSIM séduit de plus en plus grâce à sa facilité d’accès. De nombreux fournisseurs permettent désormais l’achat et l’activation d’une eSIM directement via une application mobile, simplifiant ainsi le processus, même pour les utilisateurs non technophiles. Cette accessibilité accrue favorise son intégration dans la vie quotidienne, bien au-delà des seuls besoins liés aux voyages.

## iSIM et nuSIM
En 2021, Deutsche Telekom a présenté une alternative aux eSIM pour les dispositifs plus petits et l'Internet des objets sous la forme de cartes SIM intégrées (iSIM) entièrement insérées dans une enclave de sécurité du modem SoC (System on Chip). Appelées nuSIM, elles sont plus petites, moins chères et plus écologiques, car elles ne nécessitent ni matériel supplémentaire ni plastique. De plus, elles peuvent répondre aux mêmes exigences de sécurité qu'une eSIM ou une SIM classique, tout en facilitant la logistique et la production de petits dispositifs. On peut s'attendre, en raison de ces avantages, à ce que les iSIM remplacent également les (e)SIM dans les téléphones mobiles et autres appareils connectés grand public à l'avenir,,.